# Matt LaPorte
Matt Davis LaPorte né le 11 septembre 1970 et mort à son domicile le 20 avril 2011, était un musicien américain connu pour avoir été le guitariste du groupe Jon Oliva's Pain.

## Biographie
Né à Clearwater, Matt LaPorte grandit dans le Minnesota. Il reçoit sa première guitare électrique à 12 ans.
Il joue dans plusieurs groupes locaux, avant de rejoindre l'ancien chanteur de Savatage en 2002 au sein de son nouveau groupe Circle II Circle avec qui il enregistre un album. L'année suivante il embauché par Jon Oliva pour jouer avec le groupe qui deviendra Jon Oliva’s Pain.

## Discographie
The Last Things
- 1993 - Circles and Butterflies

Circle II Circle
- 2003 - Watching in Silence

Jon Oliva's Pain
- 2004 -  'Tage Mahal
- 2005 - Maniacal Renderings
- 2005 - Global Warning
- 2010 - Festival